# Warszawice
Warszawice – wieś sołecka w Polsce położona w województwie mazowieckim, w powiecie otwockim, w gminie Sobienie-Jeziory. Leży 35 km (w linii prostej) od centrum Warszawy w stronę Otwocka i Karczewa. Przez miejscowość przebiega droga wojewódzka nr 805.
Miejscowość jest siedzibą rzymskokatolickiej parafii św. Jana Chrzciciela.
Wieś szlachecka Warsewicze położona była w drugiej połowie XVI wieku w powiecie czerskim  ziemi czerskiej województwa mazowieckiego. Do 1939 roku istniała gmina Warszawice. W latach 1975–1998 miejscowość administracyjnie należała do województwa siedleckiego.

## Części wsi
| SIMC    | Nazwa     | Rodzaj    |
| ------- | --------- | --------- |
| 0688108 | Brzezinki | część wsi |

## Historia
Nazwa pochodzi prawdopodobnie od Warsza z rodu Rawiczów, później jego potomków Warszowiców. Do dziś utrzymuje się nieoficjalna nazwa Warszewice, dawniej były to też Warszowice. 
We wsi natrafiono na ślady dużego cmentarzyska typu kloszowego z okresu kultury łużyckiej. Wieś należąca do Warszowiców, w 1476 nadana przez Konrada III Rudego. Dziedzicem wsi był m.in. Paweł Warszewicki (1524-1603) - mówca, wierszopis i sekretarz królewski oraz Stanisław (1524-1591) - teolog, wychowawca króla Zygmunta III Wazy, jeden z organizatorów Akademii Wileńskiej, obydwaj po studiach we Włoszech.
Wieś w okresie PRL znana z wikliniarstwa. 

## Zabytki
Kościół parafialny
W Warszawicach znajduje się drewniany kościół parafialny pod wezwaniem Świętego Jana Chrzciciela. Zbudowany został w 1756 z fundacji marszałka wielkiego koronnego Franciszka Bielińskiego. Jest to kościół trójnawowy, w którym nawę główną od bocznych oddzielają kolumny. Strop w nawach i nad prezbiterium jest płaski, pokryty częściowo polichromią z drugiej połowy XIX wieku. Wyposażenie kościoła pochodzi w większości z końca XVII i XVIII wieku. Krucyfiks na belce tęczowej jest barokowy i pochodzi z pierwszej połowy XVIII w. Obok kościoła znajduje się zabytkowa murowana dzwonnica. W bocznym ołtarzu gotycka rzeźba Madonny z Dzieciątkiem z ok. 1370-1380.
Cmentarz parafialny
Na miejscowym cmentarzu znajdują się późnoklasycystyczne nagrobki Agnieszki Robakiewicz zm. w 1842 i Leopolda Radzińskiego zm. 1853. Znajdują się tu także mogiły żołnierzy z Oddziału Wydzielonego majora Jasiewicza, którzy w dniach 9-12 września 1939 roku bronili przeprawy mostowej w Piwoninie oraz z 1 Dywizji Piechoty im. Tadeusza Kościuszki poległych w dniach 23-26 sierpnia 1944 roku na Kępie Radwankowskiej.
Dodatkowe informacje
W Archiwum Państwowym m. st. Warszawy Oddział w Otwocku wśród źródeł archiwalnych do badań genealogicznych znajdują się "Akta gminy Warszawice" (zawierające księgi ludności stałej) o granicznych datach 1872-1939.